# Ajtai
Az Ajtai régi magyar családnév, amely a származási helyre utalhat: Középajta, Nagyajta és Szárazajta (Románia, korábban Háromszék vármegye).

## Híres Ajtai nevű személyek
Ajtai
- Ajtai András (1672–1733) orvosprofesszor
- Ajtai Miklós (1946–) magyar származású amerikai matematikus
- Ajtai Miklós (1914–1982) vegyész, politikus
- Ajtai Mihály (1704–1776) a nagyenyedi főiskola tanára

Ajtay
- Ajtay Andor (1903–1975) színész, rendező
- Ajtay Sámuel (1774–1881) ügyvéd
- Ajtay Zoltán (1900–1983) aranyokleveles bányamérnök